# Église Sainte-Gertrude de Vandergrift
Pour les articles homonymes, voir Église Sainte-Gertrude.
L'église Sainte-Gertrude est une église catholique située à Vandergrift en Pennsylvanie. Elle dépend du diocèse de Greensburg. L'église est dédiée à sainte Gertrude. 

## Histoire et description
Cette église de style roman italien a été construite de 1910 à 1911 par le bureau d'architectes John T. Comès (1873-1922) de Pittsburgh et l'entreprise de construction Duquesne, également de Pittsburgh. Sa structure est en acier et béton armé. Elle est recouverte de briques et de calcaire de l'Indiana. Sa toiture est recouverte de tuiles à l'espagnole. Ses deux clochers mesurent environ 33 mètres de hauteur.
Ses vitraux relatent la vie de Jésus.
Les messes dominicales sont célébrées à 8 heures et à 10 heures 30. Elle est inscrite au patrimoine historique depuis 1983.